# The English Concert
The English Concert és una orquestra barroca d'instruments antics originari de Londres. Fundada el 1972 i dirigida del clavecinista Trevor Pinnock durant 30 anys, treballa actualment sota la direcció de Harry Bicket.

## The English Concert and Choir

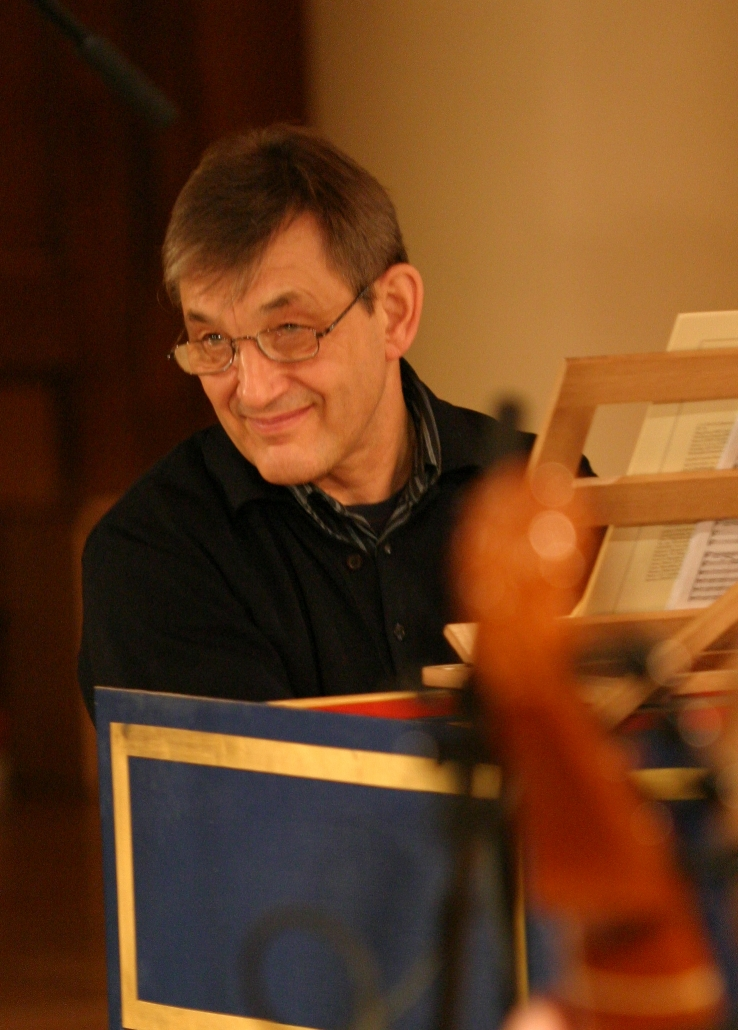
El fundador i director Trevor Pinnock

El conjunt va ser fundat per Trevor Pinnock i altres músics el novembre de 1972 essent una de les primeres orquestres dedicades a interpretar obres del barroc i del classicisme amb instruments històrics. El seu repertori, tan aleshores com ara, oscil·la doncs Monteverdi a Mozart.
El seu debut a Londres va ser a l'English Bach Festival de 1973, fet que els va portar al seu primer enregistrament l'any 1974, Sons of Bach harpsichord concertos publicat per CRD. Van actuar als Proms de 1980, i van oferir una gira pels Estats Units el 1983. El grup va anar obtenint reconeixement gràcies a la seva gran producció pel que fa al nombre d'enregistraments amb Archiv Produktion entre 1978 i 1995, enregistrant les principals obres del barroc.
El Cor de The English Concert va ser format el 1983 per interpretar Acante et Céphise de Rameau i es va anar reunint de manera intermitent segons les necessitats en els diversos enregistraments i actuacions que realitzava el conjunt fins que a mitjans dels anys 90 es va decidir convertir-lo en una formació estable i al mateix novell que l'orquestra coincidint amb la preparació de la Missa en Si Menor de Bach. A partir d'aquest moment es van normalitzar les interpretacions de grans obres vocals i oratoris.
Actualment The English Concert actua regularment als principals escenaris de Londres i fa gires internacionals. Des de setembre de 2007, en Harry Bicket nés el director.

## Enregistraments
Sota la direcció d'Andrew Manze:
- C.P.E. Bach: Simfonies Wq.183 i cello concert
- Biber: Missa Christi resurgentis
- Handel: Mentre roba el morn... Àries & escenes per tenor (amb Mark Padmore, tenor)
- Mozart: Eine Kleine Nachtmusik
- Mozart: concerts de violí nos. 1, 2, 3, 4, 5.
- Vivaldi: Set concerts ‘per l'Emperador Romà Sagrat'

Sota la direcció d'Harry Bicket:
- Bach: Brandenburg Concerts & Suites Orquestrals (amb David Daniels, countertenor)
- Handel: Arias (amb Alice Coote, mezzo-soprano)